# إيفا تسيلر
إيفا تسيلر (بالألمانية: Eva Zeller)‏ Eva Zeller (ولدت في إبرسفالده Eberswalde في ولاية براندنبورج في شرق ألمانيا في 25 يناير 1923) كاتبة قصصية ألمانية.

## حياتها
قضت إيفا تسيلر سنوات طفولتها في جورتسكي وهي ضيعة صغيرة لجدتها, بعد انفصال والديها وقد عاشت مع جدتها وأمها, حتى بلغت سن الرابعة عشرة فأرسلت إلى مدرسة ثانوية داخلية في درويْسيش القريبة من تسايتس, حيث حصلت على الشهادة الثانوية في عام 1941.
ثم درست الفلسفة وعلوم اللغة الألمانية وآدابها في غرايفسفالت وبرلين وماربورغ, عند تزوجت بعد إنهاء دراستها في عام 1944 فولف ديتريش ديركس الذي كان يعمل عازفا للأرغن في الكنيسة, والذي قتل أثناء الاجتياح الروسي لشرق ألمانيا في عام 1945. بعد قتله هربت إيفا في مارس 1945, وأثناء هروبها ولدت ابنتها مارن Maren.
وبين عامي 1947 و1950 عملت مدرسة في مدرسة المعلمين في جورتسكي, إلى جانب عملها مدرسة في المدرسة المركزية هناك. وفي عام 1950 تزوجت القسيس ومؤرخ الفن رايْمر تسيلر Raimer Zeller, وولدت ابنتها سوزانه في عام 1956. وفي عام 1956 غادرت الأسرة ألمانيا الشرقية ورحلت إلى ناميبيا (جنوب غرب أفريقيا) حيث عمل الأب هناك. وفي عام 1958 ولدت التوأمان كوردولا ويواخيم. وفي عام 1962 عادت الأسرة إلى جمهورية ألمانيا الاتحادية (ألمانيا الغربية). أقامت حتى عام 1974 في دوسلدورف ثم في فيلينجن (في منطقة الغابة السوداء) ثم في هايدلبرج. تقيم منذ عام 1998 حتى الآن في برلين.
أقيم في عام 2005 متحف إيفا تسيلر في جورتسكي, وهو المكان الذي قضت به سنوات طفولتها, وهو يقع في منطقة فليمنج Fläming القريبة من برلين.

## أدبها
كتبت إيفا تسيلر في العديد من المجالات الأدبية وهي الروايات والقصص القصيرة والشعر والتمثيليات الإذاعية والمقالات الصحفية وكتب الأطفال. وقد تأثرت في كتاباتها الأدبية الأولى بتيودور فونتانه وجوتفريد بن وجونتر آيْش.
وقد تناولت في كتبها الأولى سياسة التفرقة العنصرية في جنوب غرب أفريقيا، والصراعات الإنسانية والاجتماعية الناجمة عنها.
وقد صورت إيفا تسيلر بشكل الأدبي ملامح العهد النازي في ألمانيا، من خلال طفولتها وشبابها, وكذلك كانت تكتب عن الحاضر ومشكلاته من خلال رؤية نافذة للأحداث التي تمر بها ألمانيا، أثناء فترة الانقسام بين شطريها الشرقي والغربي, وحتى بعد أن تحققت الوحدة في نهاية الثمانينيات.
أما في أشعارها فقد تميز أسلوبها اللغوي بتنوع آفاق وأبعاد المعاني المتضمنة في الكلمات.
وكانت إيفا عضو في الأكاديمية الألمانية للغة والإنتاج الأدبي في عام 1975، وكذلك عضو في أكاديمية العلوم والآداب في ماينتس في عام 1985، ومدرسة زائرة للعلوم السياسية في جامعة ماينتس في عام 1988.

## جوائز حصلت عليها
- 1970: جائزة جيورج ماكنزن
- 1975: جائزة الشعر في سالتسبورج
- 1991: جائزة أيْشندورف

## من أعمالها
- القفز على الظلال 1967 (قصص)
- صباح آخر أيام مايو…عشر مسرحيات نثرية للقراءة 1969
- قل واكتب 1976 (قصص)
- البرج 1973 (قصص)
- حمى المصابيح 1974 (رواية)
- قوة الهروب 1975 (قصائد)
- المرأة الأساسية 1977 (رواية)
- طالما أستطيع التفكير 1981 (رواية)
- الرفض والقبول Nein und Amen 1986 (رواية ذات ملامح سيرة ذاتية)
- أقصوصة من هايدلبرج 1988
- ثلاثون كلمة للحب 2002 (قصص)
- السعادة البريئة 2006 (قصائد جديدة)

## روابط خارجية
- إيفا تسيلر على موقع مونزينجر (الألمانية)
- إيفا تسيلر على موقع ديسكوغز (الإنجليزية)